# Opętanie (powieść Raymonda Radigueta)
Opętanie – powieść opublikowana w 1923 przez francuskiego pisarza Raymonda Radigueta. Przekład polski ukazał się już w 1925 roku pod tytułem Diabeł wcielony. Kolejny przekład autorstwa Krytystyny Dolatowskiej ukazał się pod zmienionym tytułem Opętanie.
Powieść opowiada historię miłości 16-latka do starszej o kilka lat dziewczyny (Marty), która wkrótce wychodzi za mąż. Akcja powieści rozgrywa się w czasie I wojny światowej.
W 1947 roku, na podstawie tejże powieści powstał francuski film  Diabeł wcielony, reżyseria Claude Autant-Lara.